# Thamnium negrosense
Thamnium negrosense là một loài rêu trong họ Neckeraceae. Loài này được E.B. Bartram mô tả khoa học đầu tiên năm 1939.